# Championnats de Grèce de VTT

Les championnats de Grèce de vélo tout terrain sont des compétitions ouvertes aux coureurs de nationalité grecque.

## Palmarès masculin

### Cross-country

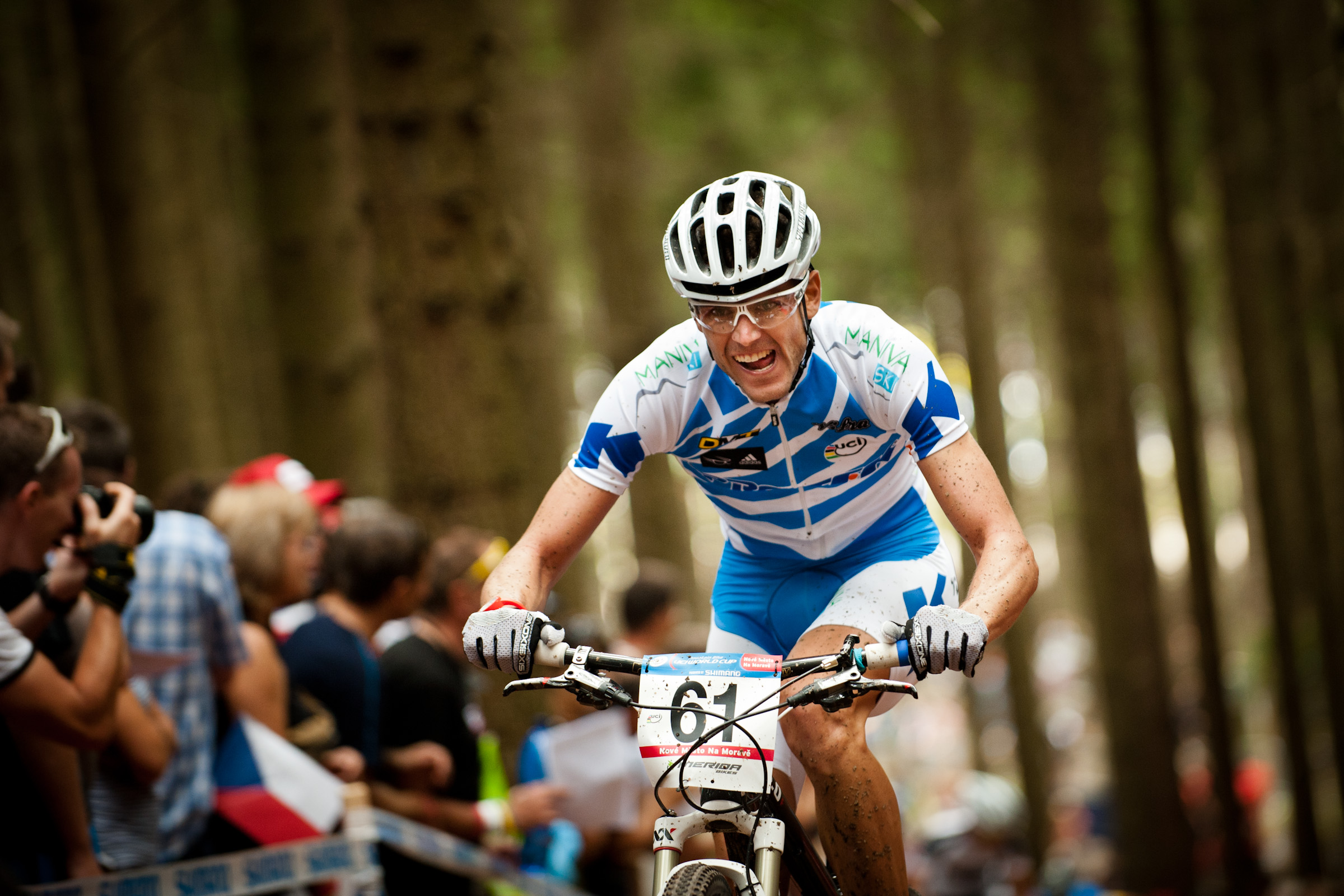
Periklís Ilías, multiple champion, arborant le maillot grec

| Année | Or                     | Argent                       | Bronze                       |
| ----- | ---------------------- | ---------------------------- | ---------------------------- |
| 1995  | Vaios Liakos           | Konstantinos Stamoulis       | Panagiotis Karounos          |
| 1996  | Vaios Liakos           |                              |                              |
| 1998  | Konstantinos Symelidis | Georgios Gkinis              | Andreas Markakis             |
| 2004  | Emmanouil Kotoulas     | Dimitrios Gkaliouris         | Andreas Markakis             |
| 2005  | Periklís Ilías         | Theodoros Bougioukos         | Georgios Pattes-Toumanis     |
| 2006  | Periklís Ilías         | Konstantinos Bardis          | Georgios Pattes-Toumanis     |
| 2007  | Periklís Ilías         | Georgios Pattes-Toumanis     | Konstantinos Konstantinidis  |
| 2008  | Periklís Ilías         | Georgios Pattes-Toumanis     | Andreas Perakis              |
| 2009  | Periklís Ilías         | Georgios Pattes-Toumanis     | Alexandros Kokovikas         |
| 2010  | Periklís Ilías         | Georgios Pattes-Toumanis     | Emmanouil Daskalakis         |
| 2011  | Periklís Ilías         | Georgios Nikolaou            | Georgios Nilas               |
| 2013  | Periklís Ilías         | Charoun Molla Amet Ali Oglou | Dimitrios Chasapidis         |
| 2014  | Periklís Ilías         | Dimitrios Antoniadis         | Vasileios Simantirakis       |
| 2016  | Dimitrios Antoniadis   | Charoun Molla Amet Ali Oglou | Alexandros Vrochidis         |
| 2017  | Dimitrios Antoniadis   | Periklís Ilías               | Charoun Molla Amet Ali Oglou |
| 2021  | Periklís Ilías         |                              |                              |

### Marathon
| Année | Or             | Argent               | Bronze                 |
| ----- | -------------- | -------------------- | ---------------------- |
| 2015  | Periklis Ilias | Alexandros Vrochidis | Vasileios Simantirakis |
| 2017  | Periklis Ilias | Giorgos Dantos       | Anestis Kourmpetis     |

### Descente
| Année | Or                      | Argent                  | Bronze                   |
| ----- | ----------------------- | ----------------------- | ------------------------ |
| 2007  | Christos Vorvis         | Christos Argyris        | Stefanos Gkatziouras     |
| 2008  | Christos Vorvis         | Babis Chaidemenakis     | Stefanos Gkatziouras     |
| 2012  | Babis Chaidemenakis     | Markos Papasimakopoulos | Markos Bournias          |
| 2014  | Ioannis Karamichailidis | Grigorios Tsalafoutas   | Aristedis Chatzigeorgiou |

### 4-cross
| Année | Or               | Argent               | Bronze            |
| ----- | ---------------- | -------------------- | ----------------- |
| 2007  | Elisaios Gouvis  | Ioannis Korfiatis    | Christos Argyris  |
| 2008  | Kostas Andriotis | Stefanos Gkatziouras | Ioannis Korfiatis |

## Palmarès féminin

### Cross-country
| Année | Or                     | Argent                 | Bronze                 |
| ----- | ---------------------- | ---------------------- | ---------------------- |
| 2004  | Maria Michalogiannaki  | Anastasia Pastourmatzi | Marina Paragiou        |
| 2005  | Anastasia Pastourmatzi | Ntonka Driva           | Amanta Lemontzoglou    |
| 2006  | Eleni Diakaki          | Ntonka Driva           | Eleni Soula            |
| 2007  | Anastasia Pastourmatzi | Athina Chatzistili     | Danai Stroumbouli      |
| 2008  | Eleni Diakaki          | Athina Chatzistili     | Ntonka Driva           |
| 2009  | Eleni Diakaki          | Dimitra Plesioti       | Tamara Toubazi         |
| 2011  | Eleni Diakaki          | Varvara Lazopoulou     | Danai Stroumbouli      |
| 2013  | Barvara Lazopouloy     | Dimitra Plesioti       | Eleni Diakaki          |
| 2014  | Eirini Mouka           | Dimitra Plesioti       | Danai Dagkopoulou      |
| 2015  | Varvara Fasoi          | Danai Stroumbouli      | Konstantina Syntzanaki |
| 2016  | Varvara Fasoi          |                        |                        |
| 2017  | Varvara Fasoi          |                        |                        |
| 2021  | Varvara Fasoi          |                        |                        |

### Marathon
| Année | Or            | Argent            | Bronze                |
| ----- | ------------- | ----------------- | --------------------- |
| 2015  | Varvara Fasoi | Danai Stroumbouli | Despina Tsesmentzidou |